# Младост (квартал на Сливен)
Вижте пояснителната страница за други значения на Младост.
„Младост“ е квартал на българския град Сливен. Състои се от 10 жилищни блока, къщи няма.

## География
Разположен е в източната част на Сливен, северно на бул. „Бургаско шосе“.
На юг и запад граничи с кв. „Стоян Заимов“, на север с парка на стадион „Хаджи Димитър‟, на изток – с кв. „Дружба“.

## История
Кварталът е забележителен с тринадесететажните бл. 1 и бл. 2, които имат форма на вдлъбнати лещи.
Най-новият бл. 10 е единственото студентско общежитие в Сливен.

## Образование и култура
Целодневна детска градина „Детство‟ (бивша „Зоя Космодемянская‟).
Между ж.к. „Заимов“ и ж.к. „Младост“ се намира филиал на Технически университет – София.

## Икономика
В квартала няма значими стопански предприятия.